# لکسی رندل
لکسی رندل (انگلیسی: Lexi Randall؛ زادهٔ ۱ ژانویهٔ ۱۹۸۰) یک هنرپیشه اهل ایالات متحده آمریکا است. 